# Megalognatha sudanica
Megalognatha sudanica is een keversoort uit de familie bladkevers (Chrysomelidae). De wetenschappelijke naam van de soort werd in 1926 gepubliceerd door Laboissiere.